# Castello Vimercati-Sozzi
Il castello Vimercati-Sozzi è un castello in rovina nel comune di Cisano Bergamasco, posto in posizione sopraelevata, dominante sull'abitato cittadino inserito nel complesso di una proprietà privata.

## Storia
Nel primo secolo del secondo millennio furono molte le strutture militari, difensive e abitative edificate sul territorio intorno a Bergamo. Di una prima torre è indicata la presenza nel 1104 abitata da un certo Alghiero Vimercati. Un'altra indicazione della presenza di una fortificazione a Cisano Bergamasco risale al 1267 di proprietà della famiglia Vimercati. Molte furono le traversie che le famiglie guelfe e ghibelline rappresentate dai Vimercati Sozzi de' Capitani che videro testimone la torre del castello. La famiglia, da sempre alleata ai ghibellini Visconti di Milano, possedeva molte proprietà sul territorio.
Una successiva indicazione risale al 1398 quando i soldati del duca obbligarono un gruppo di guelfi a rifugiarsi nel castello ma che nottetempo, per uno stretto viottolo, fuggirono rapinando 10 capi di bestiame. Una successiva citazione recita: il 28 giugno 1398 vi si ritirarono obbligati dal duca di Milano, alcuni dei più avventati guelfi della famiglia Giannoni di Valtaleggio. Non è saputo conoscere come il castello fosse rifugio dei guelfi essendo i Vimercati Sozzi ghibellini, si potrebbe presumere che fosse stato alienato o occupato da un personaggio di questa fazione. 
Durante la guerra tra i milanesi e i veneziani, la famiglia si mise dalla parte di Venezia nel personaggio Zonca Giovanni con i nipoti, e nel 1428 il territorio entrò a fare parte della repubblica di Venezia, e Venezia ne fu riconoscente.

I personaggi Martino fu Beltramo detto Pupagno Zocìnca di Caprin, Giovanni suo fratello e gli eredi di Guglielmo, risulta che nel 1429 avevano i diritti sulla porta della corte del castello, erano quindi diventati gli Zonca dominanti sul territorio di Cisano, e nel documento del 1433 i veneziani ne confermarono il diritto 
(Celestino Colleoni-Historia Quadripartita di Bergomo et suo territorio, nato gentile e rinato christiano)

Il documento è una importante testimonianza storica che ne indica i reali proprietari del feudo che da piccolo abitato fortificato di Alghiero Vimercati, era diventato un borgo posto ai piedi della rocca che ne era diventata la parte centrale del feudo, lo stemma degli Zanca è inserito anche in una casa colonica posta ai piedi del maniero detta degli Spaià della stal di sopra. Nella seconda metà del Quattrocento la famiglia si trovò in difficoltà economiche e dovette vendere alcuni fondi, anche se Venezia aveva raccomandato ai proprietari di proteggere il borgo. 
(Cisano)
Nel Cinquecento i milanesi Vimercati tornarono sul territorio e acquistarono proprietà a Caprino e a Cisano. Un documento del 1563 deliberò che il personaggio milanese Giovanni Pietro del fu Cristoforo de' Capitani di Vimercati da Caprino avesse la cittadinanza di Bergamo con il privilegio di creare una località personale con un proprio esercito.
Da questo personaggio ebbe origine il ramo dei Vimercati della corte di Cisano, e nel 1687 il castello era sicuramente degli eredi di quel Paolo fu Cristoforo Vimercati Sozzi.
Il 5 ottobre 1910 alla torre fu data la giusta importanza storica dalla soprintendenza ai Monumenti della Lombardia. Negli anni venti i nuovi proprietari erano della famiglia Reguzzoni che poi lo alienarono a Enrico Magnetti.

## Descrizione
La torre si trova sull'appendice più a sud dell'altura che discende verso il torrente Sonna nella zona più a nord della località di Cisano.
Dell'antico maniero resta la torre di guarda e di avvistamento e le mura esterne in pietra con cantonali in pietra squadrata, restano anche resti dell'antico fossato, ed è inserita in un appezzamento ampio di terreno, sopra un promontorio che domina il territorio cittadino.  La struttura è uno dei migliori esempi di torri di avvistamento edificate sul territorio della bergamasca. Il maniero presenta feritoie e archi d'ingresso composti da conci in pietra ben squadrati e levigati. L'ingresso di piccola misura conduce all'interno di un locale a volta a sesto ribassato. La parte più elevata conserva ancora testimonianza degli antichi merli.